# منطقه کلان‌شهری راین-رور
منطقه راین-رور (به آلمانی: Metropolregion Rhein-Ruhr) بزرگترین منطقه کلانشهری در کشور آلمان با جمعیتی بیش از ۱۱ میلیون نفر است.
این منطقه، چندین شهر بزرگ صنعتی را در ایالت نوردراین-وستفالن دربر می گیرید. شهرهای کلن، بن، دوسلدورف، دورتموند، بوخوم و ووپرتال در این منطقه پیوسته کلانشهری قرار دارند.